# SOCATA
SOCATA — (пізніше EADS Socata та DAHER-SOCATA) колишній французький виробник літаків загальної авіації з поршневими двигунами та турбогвинтовими двигунами, включаючи бізнес-літаки, невеликі особисті та навчальні літаки, а також виробництво конструкцій літаків для інших виробників, таких як Airbus, Dassault, Embraer, Eurocopter і Lockheed Martin. Штаб-квартира компанії разом із більшою частиною виробничих потужностей розташована в Тарбі, Франція.